# Friedrichswerdersche Kirche

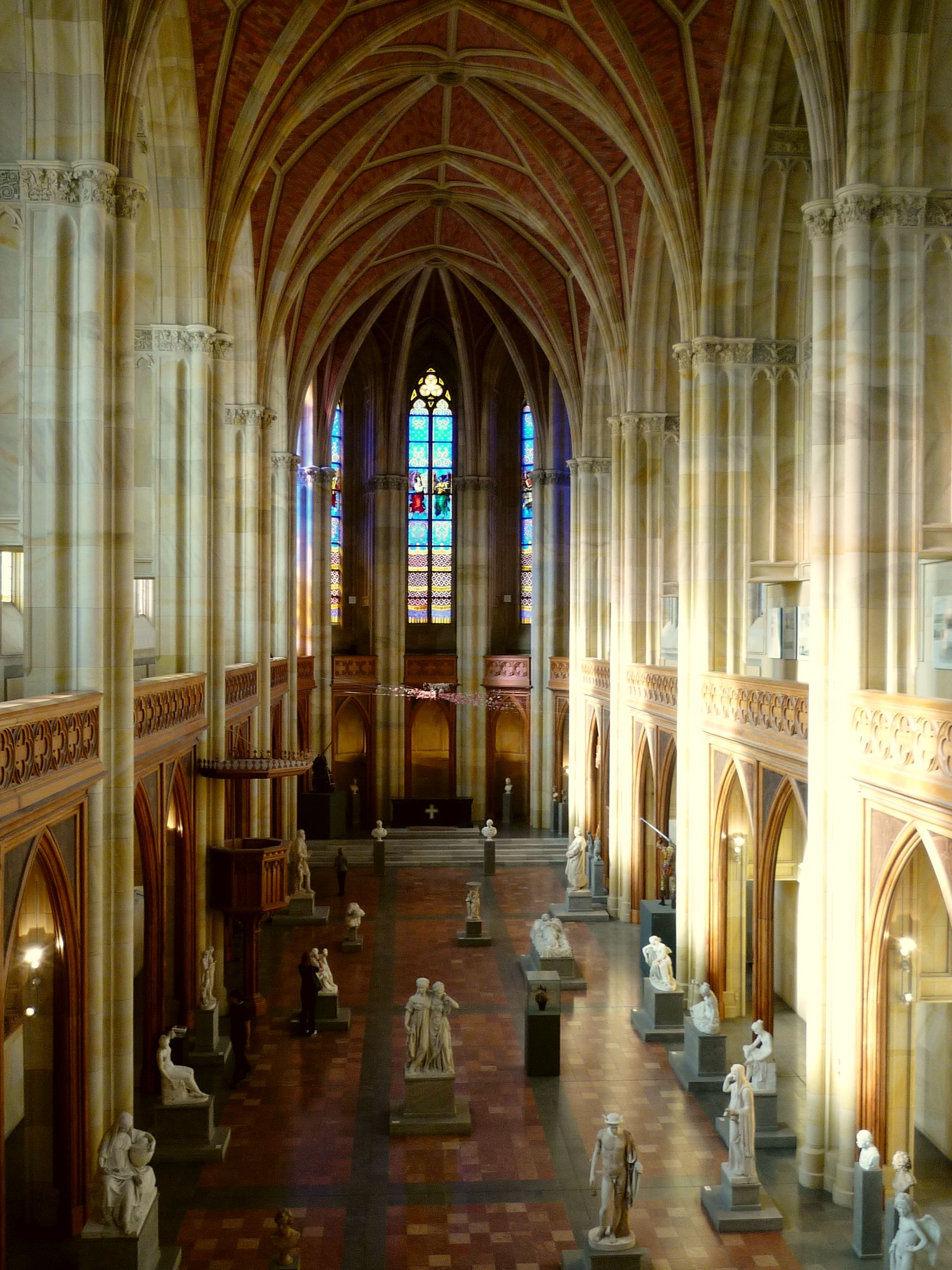
Interno

La Friedrichswerdersche Kirche ("chiesa di Friedrichswerder") è una chiesa sconsacrata di Berlino, nel quartiere Mitte. È posta sotto tutela monumentale (Denkmalschutz).

## Architettura
La chiesa venne costruita tra il 1824 e il 1830 su progetto di Karl Friedrich Schinkel. Fu la prima chiesa neogotica ad essere costruita a Berlino. Per lo stesso progetto, Schinkel aveva anche proposto una soluzione neoclassica, alla quale venne però preferita quella neogotica. Si tratta di un neogotico in cui è chiaramente visibile l'impronta delle cappelle medievali inglesi.
L'edificio presenta un'unica navata, con due torri identiche sulla facciata. La realizzazione in cotto costituiva per i tempi di Schinkel una soluzione assai originale: insieme all'Accademia di architettura, l'edificio fissava nuovi standard per l'architettura del centro di Berlino. La rinuncia all'intonaco significava mettere in evidenza le qualità estetiche del materiale edilizio e la rinuncia ai travestimenti (anche se questa era ancora una scelta parziale: all'interno, i mattoni della volta sono infatti dipinti).
Sia al momento della costruzione, sia a quello del restauro avvenuto prima della riunificazione tedesca (1979 al 1986), il primo problema che si pose fu quello di trovare un fornitore per la grande quantità di terracotta necessaria ai lavori. La chiesa fu finalmente riaperta come museo in occasione del 750º anniversario della fondazione della città (1987).

## Collezione
Il museo ospitava una collezione permanente di sculture dalla fine del XVI secolo fino alla metà del XIX secolo. Tra le opere ospitate, spiccava un modello della Prinzessinnengruppe, gruppo scultoreo di Johann Gottfried Schadow che raffigura le principesse Federica e Luisa.
Già sede dello Schinkel-Museum – uno dei Musei statali di Berlino – la chiesa fu chiusa al pubblico nell'ottobre 2012 a causa di gravi danni statici provocati dai cantieri per la costruzione di due edifici adiacenti, e venne riaperta a lavori ultimati nel 2020.